# Øm Kloster museum
Øm Kloster Museum er et museum, der belyser Øm Kloster, ligger mellem Mossø og Gudensø. 
På museet kan man se et af Danmarks bedst belyste middelalderklostre 
samt de mange genstande og skeletter fra de arkæologiske udgravninger af klosterruinen.
Peder Elafsøn, der var biskop i Århus til 1246 ligger begravet her.

## Historie
De første udgravninger af stedet begyndte i 1886. De blev ledet af Nationalmuseet og Historisk Samfund for Århus Stift, og i 1931 ansatte man Anders Andersen som daglig leder på stedet. Anders Andersen arbejdede under ledelse af arkitekt C. M. Smidt fra Nationalmuseet, men var ansat og lønnet af Historisk Samfund for Århus Stift.
Ved de omfattende udgravninger er grundridset af klosteret afdækket. I og omkring klosterkirken har man fundet mere end 500 grave. Undersøgelse af skeletterne har givet stor viden om tidens sygdomme og behandlingsmetoder.[kilde mangler]
Museet blev grundlag i 1911 ved at foreningen Historisk Samfund for Århus Stift købte jordlodder på området som var sat til salg.
I dag er Øm Kloster en del af Skanderborg Museums arkæologiske ansvarsområde, hvilket det har været siden 2007.
I 1989 besøgte Pave Johannes Paul 2. museet.

## Museets ledere
- 1931-1960: Anders Andersen
- 1960-2000: Holger Garner
- 2000-2005: Bo Gregersen
- 2005-nu: Lene Mollerup